# Рука Пунта-дель-Есте
Рука Пу́нта-дель-Е́сте (ісп. La Mano de Punta del Este), також відома як Пальці (Los dedos), Рука (La mano) та Народження людини (Hombre emergiendo a la vida), — скульптура на пляжі міста Пунта-дель-Есте (департамент Мальдонадо в Уругваї). Одна з туристичних пам'яток міста.
34°57′28″ пд. ш. 54°56′14″ зх. д. / 34.95786389° пд. ш. 54.93718056° зх. д.

## Опис
Скульптура являє собою кінчики п'яти пальців, які виглядають із піску. Автор — чилієць Маріо Іраррасабаль (ісп. Mario Irarrázabal). Матеріал конструкції — цемент, покритий пластиком і захисними антикорозійними матеріалами, на стальному каркасі. Відкриття відбулось у лютому 1982 року.
У 1982 році в Пунта-дель-Есте відбулася перша щорічна міжнародна зустріч сучасних скульпторів на свіжому повітрі. У ній узяли участь дев'ять скульпторів, і Маріо Іраррасабаль був наймолодшим із них. Намагаючись привернути максимальну увагу, скульптори швидко зайняли найпривабливіші місця, тому Маріо довелося почати свою роботу на пляжі. Скульптор планував, що «тонуча» рука стане попередженням для плавців.
Робота була виконана за перший тиждень зустрічі, хоча в нього на це було набагато більше часу. Значення скульптури на думку автора: присутність людини в природі. Ширина «Руки» — близько 5 метрів, висота — близько 3 метрів. Роботи інших скульпторів давно зникли з пляжу, а «Рука» Іраррасабаля стоїть уже понад 35 років, ставши туристичною пам'яткою міста, увіковіченою в тому числі й на листівках. Автор пізніше спорудив схожі композиції в Мадриді (1987 рік), пустелі Атакама (1992 рік) і Венеції (1995 рік).